# Karmen Stavec

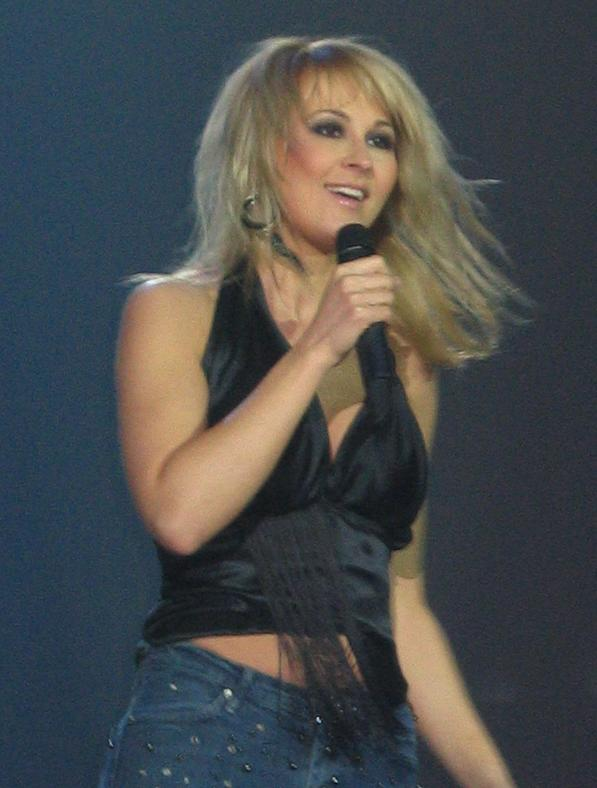
Karmen Stavec.

Karmen Stavec  (Berlim Ocidental, 21 de dezembro de 1973 é uma cantora e compositora  eslovena. 
Stavec nasceu em Berlim Ocidental, filha de pais eslovenos. Depois de se graduar, ela emigrou para Domžale (Eslovénia), onde entrou no duo musical  "4 Fun". Ela começou a estudar Filologia Germânica  na Faculdade de Filosofia na Universidade de Ljubljana. Em 1998, começou uma carreira a solo.
Karmen participou por quatro vezes na  EMA, festival esloveno para escolher a canção eslovena no Festival Eurovisão da Canção .En 1998 em duo com Patrik Greblo, cantou  Kje Pesem Je Domaen, que terminou em 7.º lugar.   Em 2001, participou a solo com Ostani Tu , terminando em 3.º lugar.  Um ano depois, em  2002, cantou Se in Se (Mais e  Mais) e classificou-se em segundo lugar, atrás do trio travesti  Sestre. Em 2003 venceria a final com a canção Lep Poletni Dan ("Outra Noite de Verão") e ganhou. Na final europeia, cantou uma versão em inglês da final eslovena "Nanana "que terminaria em 23.º lugar, tendo recebido um total de 7 pontos. 